# Stenhypena megaproctis
Stenhypena megaproctis är en fjärilsart som beskrevs av George Francis Hampson. Stenhypena megaproctis ingår i släktet Stenhypena och familjen nattflyn. Inga underarter finns listade i Catalogue of Life.